# Echinopsis yuquina
Echinopsis yuquina ist eine Pflanzenart aus der Gattung Echinopsis in der Familie der Kakteengewächse (Cactaceae). Das Artepitheton yuquina verweist auf das Vorkommen der Art bei Yuquina in der Nähe der bolivianischen Stadt Culpina.

## Beschreibung
Echinopsis yuquina bildet in der Regel Gruppen, die gelegentlich aus bis zu 100 Einzeltrieben bestehen können. Die kugelförmigen bis kurz zylindrischen Triebe erreichen Durchmesser von 5 Zentimeter und Wuchshöhen von bis zu 15 Zentimeter. Es sind 13 bis 16 deutlich gehöckerte Rippen vorhanden, wobei die Höcker bis zu 1 Zentimeter hoch sind. Die auf ihnen befindlichen kreisrunden bis ovalen Areolen sind weiß. Aus ihnen entspringen bräunliche, nadelige und stechende Dornen. Die etwa vier Mitteldornen stehen häufig über Kreuz und sind bis zu 3 Zentimeter lang. Die neun bis elf ausstrahlenden Randdornen weisen eine Länge von bis zu 1 Zentimeter auf.
Die kurz trichterförmigen Blüten sind rot. Sie sind bis zu 4 Zentimeter lang und besitzen einen Durchmesser von 3 Zentimeter. Die eiförmigen, halbtrockenen Früchte reißen auf.

## Verbreitung, Systematik und Gefährdung
Echinopsis yuquina ist im bolivianischen Departamento Chuquisaca verbreitet.
Die Erstbeschreibung als Lobivia rauschii durch Ernst Zecher wurde 1974 veröffentlicht. David Richard Hunt stellte die Art 1991 in die Gattung Echinopsis. Dabei musste er einen neuen Namen wählen, da Heimo Friedrich 1974 bereits eine Art mit dem Ersatznamen Echinopsis rauschii veröffentlicht hatte.
In der Roten Liste gefährdeter Arten der IUCN wird die Art als „Least Concern (LC)“, d. h. als nicht gefährdet geführt.

## Nachweise